# Пиатеда
Пиатѐда (на италиански: Piateda, на западноломбардски: Ciatèda, Чатеда) е село и община в Северна Италия, провинция Сондрио, регион Ломбардия. Разположено е на 304 m надморска височина. Населението на общината е 2340 души (към 2010 г.).